# SeatGeek Stadium
El SeatGeek Stadium, anteriormente llamado Toyota Park es un estadio multiusos. Se encuentra situado en la esquina de la calle 71 y Harlem en la ciudad de Bridgeview, Illinois. Fue inaugurado el 11 de junio de 2006, tiene capacidad para 21210 espectadores y costó un total de más de 100 millones de dólares. Entre el año de su inauguración y el 2018 fue el estadio del Chicago Fire, equipo de la Major League Soccer de los Estados Unidos.
También alberga los partidos de los Chicago Machine de la MLL de lacrosse y será el hogar de las Chicago Red Stars, de la futura Women's Professional Soccer, la liga profesional de fútbol femenino estadounidense. Para los partidos de lacrosse solamente se utilizan los graderíos de la zona este del estadio.
En 2010 albergó un partido de clasificación para la Copa Mundial de Fútbol de 2010 entre las selecciones de Estados Unidos y Cuba.

## Características
Designado para incorporar las características de los estadios tradicionales americanos y de Europa, el SeatGeek Stadium tiene casi todos sus asientos a cubierto, una fachada de ladrillo y un arco de piedra como entrada. Las primeras filas de asientos están situadas a menos de 3 metros del terreno de juego. Entre sus facilidades se incluyen 42 palcos para ejecutivos, 6 amplios palcos de grupo, el Salón de la Fama de Illinois y las oficinas de los Chicago Fire.
Su superficie es de hierba natural, y está diseñado para poder hacer una futura ampliación de 30 000 asientos sin que suponga un coste elevado. Tiene un escenario permanente preparado para ser montado para conciertos, con lo que la transformación de campo de fútbol a escenario de conciertos lleva menos de 18 horas.
En el año 2006 los derechos del nombre del estadio fueron vendidos a la empresa japonesa Toyota, que los explotará por al menos 10 años.